# Гергељ Рудолф
Гергељ Рудолф (мађ. Rudolf Gergely) је био мађарски фудбалер, репрезентативац, играо је на позицијама нападача. Проглашен је фудбалером године у Мађарској 2011. године.
Он је за репрезентацију Мађарске наступао од 2008. до 2014. године, постигавши десет победа у двадесет и осам утакмица. Био је двоструки шампион Мађарске, двоструки победник Купа Мађарске и освојио је Лига куп са Дебрецином. Године 2009. играо је у Лиги шампиона са Дебрецином, али су испали у групној фази. Такође је играо у иностранству за француски Нанси, италијанске клубове Ђенову и Бари, и за грчки Панатинаикос.

## Каријера
Гергељ је наступао за млађе категорије клубова Ниређихазе и Нанси. За први тим Нансија дебитовао је 6. августа 2005. у утакмици против Бордоа. За француски клуб одиграо је укупно пет утакмица и освојио Лига куп Француске у сезони 2005/06. Лета 2007. Рудолф је као слободан играч прешао у Дебрецин. За Дебрецин је дебитовао 27. јула у утакмици против Ђора. Свој први гол за клуб постигао је у следећој утакмици против Шиофока. У сезони 2007/08, Рудолф је за Дебрецин дебитовао у Лиги шампиона против Елфсборга. Са Дебрецином је два пута освојио титулу шампиона Мађарске, два пута Куп Мађарске, једном Суперкуп Мађарске и Лига куп Мађарске. Године 2009. проглашен је за фудбалера године у Мађарској.
Године 2010. Гергељ је прешао у Ђенову, клуб италијанске Серије А. За Ђенову је дебитовао 12. септембра у утакмици против Кјева. Први гол за клуб постигао је 16. октобра у утакмици против Роме. У јануару 2011. прешао је на шестомесечну позајмицу у Бари. За Бари је дебитовао 16. јануара у утакмици против Јувентуса у Торину, где је и постигао гол.

## Репрезентативна каријера
Рудолфова каријера у националном тиму почела је у екипи до 17 година од 2001. до 2002. Затим је наредне две године наступао за екипу до 19 година.
Рудолф је био стални члан мађарске репрезентације током квалификација за Светско првенство у фудбалу 2010. и постигао је гол у поразу од Шведске са 2:1, 10. септембра 2008. Такође је асистирао за гол Акоса Бужакија у квалификационом мечу против Данске, 14. октобра 2009.
Рудолф је забележио свој други међународни гол против Молдавије на стадиону Ференц Суса, док је Мађарска победила са 2–1 у квалификацијама за Европско првенство 2012. Постигао је два гола против Сан Марина на стадиону Ференц Пушкаш током квалификација за Европско првенство 2012, где је Мађарска славила са 8-0. Рудолф је постигао свој шести гол, изједначујући на 1–1 у мечу против Холандије који је завршен резултатом 5–3 у корист Холандије у квалификацијама за Европско првенство 2012. Постигао је гол у пријатељској утакмици против Исланда која је завршена са 4–0, 2. септембра 2011. Рудолф је такође постигао гол у 90. минуту против Шведске, помажући Мађарској да победи са 2–1 у квалификацијама за Европско првенство 2012. Шестог септембра, постигао је други гол против Молдавије, обезбеђујући победу од 2–0 у гостима у квалификацијама за Европско првенство 2012.
Рудолф је поново био позван у национални тим почетком 2014, где је постигао гол против Финске у свом првом повратничком мечу, који је завршен поразом од 2–1.

### Репрезентација
| Национални тим | Година  | Утакмице | Голови |
| -------------- | ------- | -------- | ------ |
| Мађарска       | 2008–09 | 7        | 1      |
| Мађарска       | 2009–10 | 4        | 0      |
| Мађарска       | 2010–11 | 6        | 3      |
| Мађарска       | 2010–11 | 3        | 2      |
| Мађарска       | 2011–12 | 1        | 1      |
| Мађарска       | 2011–12 | 2        | 2      |
| Мађарска       | 2012–13 | 1        | 0      |
| Укупно         | Укупно  | 24       | 9      |

## Достигнућа
Нанси
- Лига куп Француске у фудбалу: победник 2005/06.

Дебрецин
- Прва лига Мађарске у фудбалу: 2008/09, 2009/10
- Куп Мађарске у фудбалу: 2008/09, 2009/10
- Суперкуп Мађарске у фудбалу: 2009
- Лига куп Мађарске у фудбалу: 2009/10.

Панатинаикос
- Суперлига Грчке у фудбалу: другопласирани 2011/12.

Индивидуално
- Члан  Ол-стар тима (nemzetisport.hu): 2008/09.
- Награда Јожеф Божик : 2009
- Награда Золтана Зилахија : 2009